# Luca Pairetto
Luca Pairetto (Torino, 14 aprile 1984) è un arbitro di calcio italiano.

## Carriera
Figlio del fischietto piemontese Pierluigi, decide di intraprendere l'attività arbitrale nel 1999. Il suo esordio assoluto su un campo da calcio è avvenuto nel febbraio del 2000.
Viene premiato quale miglior arbitro del C.R.A. Piemonte-Valle D'Aosta nella stagione 2004-2005. Successivamente, inizia a scalare le categorie fino a giungere in Serie D ad inizio della stagione sportiva 2006-2007. Qui rimane in organico per tre anni.
Nell'estate del 2009 approda in Lega Pro, categoria dove spenderà tre anni, per essere poi promosso, nel luglio del 2012 in Serie B. Fa il suo esordio nel campionato cadetto il 1º settembre 2012, venendo chiamato a dirigere Brescia-Juve Stabia. Nella prima stagione in Serie B totalizza 17 presenze.
Agli inizi della stagione successiva, il 25 settembre 2013, fa il suo esordio in Serie A, dirigendo la gara tra Livorno e Cagliari.
Al termine della stagione sportiva 2013-2014, ha diretto 2 partite in Serie A e 19 in Serie B, venendo votato dagli allenatori di categoria quale "miglior arbitro nella Top 11 Serie B" e nominato quale "miglior giovane 2013-2014" al Premio Sportilia.
Nel giugno 2016 è designato per dirigere la finale di andata dei play-off di serie B 2015-2016 tra Pescara e Trapani.
Il 1º luglio 2016 viene promosso in CAN A.
Il 1º settembre 2020 viene inserito nell'organico della CAN A-B, nata dall’accorpamento di CAN A e CAN B: dirigerà sia in Serie A che in Serie B. Nella stagione 2020-2021 viene designato in 15 partite del massimo campionato, tra cui il Derby della Lanterna Genoa-Sampdoria (coadiuvato dagli assistenti Costanzo e Vivenzi, il quarto ufficiale Maresca e gli addetti VAR Giacomelli e Liberti) e il Derby della Capitale Roma-Lazio (assistito  da Bindoni e Ranghetti, dal quarto ufficiale Di Martino e dagli addetti VAR Aureliano e Vivenzi), entrambi nel girone di ritorno, e 6 in Serie B.
Al termine della stagione 2020-2021 vanta 83 presenze in Serie A.
Il 30 settembre 2021 l'AIA rende nota la sua nomina ad arbitro internazionale, con decorrenza dal 1º gennaio 2022.
Rappresenta la classe arbitrale italiana ai XIX Giochi del Mediterraneo del 2022 in programma ad Orano in Algeria, dove gli viene affidata la direzione di due partite: Francia-Marocco (3-0, 26 giugno) e Francia-Algeria (3-2, 30 giugno).
Debutta nelle competizioni di club europee il 14 luglio 2022 arbitrando a Podgorica la gara di ritorno del primo turno di qualificazione di Conference League tra Iskra Danilovgrad e Laçi.